# Festival Mamers en mars
 (juillet 2014).
 (avril 2018).
Le festival Mamers en mars est un festival de cinéma de films européens.
Il se déroule chaque année à Mamers (Sarthe) et met à chaque édition en compétition une sélection de films européens pour la découverte de nouveaux talents : sept longs métrages, dix courts et des séances hors compétition.

## Historique
La première édition de Mamers en mars a eu lieu en 1990. Le festival est devenu, depuis, la principale manifestation cinématographique sarthoise, et l’une des plus importantes des Pays de la Loire, en attirant près de 4 000 spectateurs par édition.
À travers une sélection de longs et courts métrages inédits, ce festival de films européens offre un panorama de la cinématographie européenne d’aujourd’hui et de demain,.  
Depuis sa création, Mamers en Mars a révélé de nombreux films, de Peter's Friends et Métisse, en 1993, à My Name Is Hallam Foe ou L'Art de la pensée négative, en 2008.
C'est durant ce festival que les réalisateurs Mathieu Kassovitz, François Ozon, Laurent Cantet, Anne Fontaine, Sébastien Lifshitz, Stéphane Brizé, Gaël Morel, Stéphan Guérin-Tillié, Pascal-Alex Vincent, Lidia Bobrova ou encore Julio Medem ont débuté.
Mamers en Mars est aussi "le rendez-vous des jeunes comédiens et des talents reconnus" (Benoît Magimel, Julie Gayet, Mathilde Seigner, Élodie Bouchez, Jalil Lespert, Frédérique Bel…) Carole Bouquet, Dominique Blanc, Michel Duchaussoy, Bernadette Lafont, Claire Nebout, Nicole Croisille…).

## Sélection officielle et prix
La sélection officielle des films en concurrence est répartie dans deux catégories :
- Longs métrages européens
- courts métrages européens

Dans chacune de ces catégories, plusieurs prix sont décernés :
- le prix du jury long-métrage
- le prix du public long-métrage
- le prix du jury court-métrage
- le prix du public court-métrage

## Les membres du jury depuis 1993

### 1993, 1994, 1995
- Les membres de l’association Artémis et partenaires du festival

### 1996
- Alain Bévérini (chef du service Arts & Spectacle à TF1)
- Julie Gayet (comédienne)
- Frédéric Gorny (comédien)
- Dominique Tupin (distributeur)
- Pascal Vincent (distributeur et réalisateur)

### 1997
- Manuel Blanc (comédien)
- Alain Choquart (chef opérateur)
- Laurent Petitgirard (compositeur et chef d’orchestre)
- Jacques Rérat (programmateur de salles parisiennes)
- Mathilde Seigner (comédienne)

### 1998
- Geneviève Guicheney (membre du CSA)
- Nathalie Langlade (monteuse)
- Françoise Maupin (directrice du bureau Média France, journaliste)
- Benoît Magimel (comédien)
- Marie Matheron (comédienne)

### 1999
- Laurent Bénégui (réalisateur, producteur et écrivain)
- Camille Japy (comédienne)
- Sébastien Lifshitz (réalisateur)
- Stéphane Thiébaut (mixeur son)
- François Villa (attaché de presse)

### 2000
- Nicolas Brevière (producteur et réalisateur)
- Stéphane Brizé (réalisateur)
- Bruno Lochet (comédien)
- Cécile Richard (comédienne)
- Suzanne Schiffman (scénariste et réalisatrice)

### 2001
- Sacha Bourdo (comédien)
- Bertrand Loutte (journaliste)
- Aurélia Petit (comédienne)
- Colette Quesson (APCVL)
- Agnès Obadia (réalisatrice)

### 2002
- Sólveig Anspach (réalisatrice)
- Xavier Leherpeur (journaliste)
- Thomas Ordonneau (distributeur)
- Marie Payen (comédienne)
- Mathieu Vadepied (directeur de la photographie)

### 2003
- Serge Avédikian (comédien)
- Claude Gérard (exploitant de salles)
- Annick Hurst (monteuse)
- Barbara Kelsch (comédienne)
- Ondrej Slivka (réalisateur slovaque)

### 2004
Longs-métrages :
- Julie Bataille (comédienne)
- Gilles Cousin (réalisateur)
- Sionnan Leigh O’Neill (traductrice)
- Firmine Richard (comédienne)

Courts-métrages :
- Jean-Jacques Le Garrec (grand reporter)
- Suzanne Legrand (comédienne et réalisatrice)
- Cécile Neurrisse (réalisatrice)

### 2005
Longs-métrages : 
- Christophe Chauville (rédacteur en chef)
- Frédéric Deban (comédien)
- Alain Jérôme (producteur)
- Maria Pitarresi (comédienne)
- Mary Stephen (monteuse et réalisatrice)

Courts-métrages : 
- Karim Adda (comédien)
- Agnès Baldachinno (réalisatrice)
- Chad Chenouga (réalisateur et comédien)

### 2006
Longs-métrages : 
- Plastic Bertrand (chanteur et comédien)
- Alain Guesnier (producteur et réalisateur)
- Guy Jacques (réalisateur)
- Claire Nebout (comédienne)
- Valérie Steffen (comédienne)

Courts-métrages : 
- Luc Bernard (comédien)
- Gilles Malençon (scénariste)
- Delphine de Turckheim (présentatrice et comédienne)

### 2007
Longs-métrages : 
- Ivan Calberac (réalisateur et scénariste)
- Anne Consigny (comédienne)
- Louis-Pascal Couvelaire (réalisateur)
- Rebecca Hampton (comédienne)
- Bernard Werber (écrivain et réalisateur)

Courts-métrages : 
- Frédérique Bel (comédienne)
- Serge Riaboukine (comédien)
- Bruno Slagmulder (comédien)

### 2008
- Bérangère Allaux (comédienne)
- Antoine Coesens (comédien)
- Daniel Cohen (réalisateur)
- Klaus Gerke (distributeur et producteur)
- Julien Hossein (directeur artistique de Shorts TV)
- Frédérick Laurent (réalisateur et scénariste)
- Emmanuelle Millet (réalisatrice)
- Farida Rahouadj (comédienne)

### 2009
- Pierre Boulanger (comédien)
- Julie Durand (comédienne)
- Murray Head (comédien, chanteur, compositeur, scénariste)
- Stéphane Elmadjian (réalisateur, monteur), Nicolas Engel (réalisateur)
- Claude Esclatine (PDG du groupe AlloCiné)
- Frédérick Laurent (réalisateur et scénariste)
- Johan Libéreau (comédien)
- Franck Llopis (réalisateur, producteur, distributeur)
- Antoine de Maximy (réalisateur, présentateur, auteur, acteur)

### 2010
- Caroline Bottaro (réalisatrice, scénariste)
- Margot Abascal (comédienne)
- Didier Costet (producteur et distributeur)
- Jérémie Elkaïm (comédien et scénariste)
- Emmanuel Salinger (réalisateur, comédien, auteur)
- Louis-Ronan Choisy (chanteur et comédien)
- Julien Honoré (comédien)
- Judith Davis (comédienne)

### 2011
- Marion Touitou (directrice de casting)
- Julien Meurice (chef opérateur)
- Artus de Penguern (acteur, réalisateur, scénariste)
- Elise Larnicol (actrice), Eriq Ebouaney (acteur)
- Bruno Slagmulder (acteur)
- Lola Naymark (actrice)

### 2012
Long métrage : 
- Christa Theret (comédienne)
- Sarah Vavasseur (assistante production)
- Côme Levin (comédien)

Court métrage : 
- Alain Bévérini (journaliste, réalisateur)
- Sophie de Fürst (actrice)
- Sheila O'Connor (comédienne, scénariste, réalisatrice, auteur)

### 2013
Long métrage :
- Sofiia Manousha (actrice)
- Valérie Mairesse (comédienne)
- Bastien Ughetto (acteur)

Court métrage : 
- Guillaume Renusson (réalisateur et scénariste)
- Carole Mathieu Castelli (réalisatrice et photographe)
- Jérémie Duvall (acteur et réalisateur

### 2014
Long métrage : 
- Tewfik Jallab (acteur)
- Gérard de Battista (directeur de la photographie)
- Françoise Malapate (chef-peintre[9])

Court métrage : 
- Valentine De Blignières (réalisatrice)
- Srinath Samarasinghe (réalisateur)
- Fabrice Maruca (auteur, réalisateur)

### 2015
Long métrage :
- Gwendolyn Gourvenec (actrice)
- Slimane Dazi (acteur)
- Pascale Chavance (monteuse)

Court métrage :
- Ernst Umhauer (acteur)
- Lilly-Fleur Pointeaux (actrice)
- Loïc Gourbe (ingénieur du son)

### 2016
Long métrage :
- Diastème (réalisateur)
- Cali (chanteur)
- Olivier Jahan (acteur - réalisateur)
- Jessica Palud (actrice)

Court métrage :
- Grégoire Colin (acteur)
- Roxane Duran (actrice)
- Claude Saussereau (réalisateur)

### 2017
Long métrage :
- Aurélien Recoing (acteur)
- Eric Langlois (producteur)
- Nicolas Giraud (acteur)
- Alexis Loret (acteur)

Court métrage :
- Maryne Cayon (actrice)
- Hamza Meziani (acteur)
- Jisca Kalvanda (actrice)
- Léopoldine Serre (actrice)

## Les éditions

### 1reédition: 26, 27, 28 janvier 1990
Longs métrages présentés :
- Milou en mai de Louis Malle  France (film d’ouverture)
- Brève histoire d'amour de Krzysztof Kieślowski  Pologne
- Palombella rossa de Nanni Moretti  Italie
- Ma vie de chien de Lasse Hallström  Suède
- La Messe en si mineur de Jean Guillermou  France
- Qu'est-ce que j'ai fait pour mériter ça ? de Pedro Almodóvar  Espagne
- Amour en latin de Serge Abramovici  Portugal
- Bagdad Café de Percy Adlon  Allemagne
- My Beautiful Laundrette de Stephen Frears  Angleterre

### 2eédition: 13, 14 et 15 décembre 1991
Longs métrages présentés : 
- L’Embuscade de Zyvojin Pavlovic (film d’ouverture)
- La Dame de cœur de Jon Amiel –  Angleterre
- Le Bruit de la terre qui tremble de Rito Macedo de Azevedo Gomes –  Portugal
- Cher inconnu de Unni Straume –  Norvège
- Un éléphant blanc malade de Karel Smyczek –  Tchécoslovaquie
- Paris s'éveille de Olivier Assayas –  France
- Hush a bye Baby de Margo Harkin –  Irlande
- L’Amour nécessaire de Fabio Carpi –  Italie
- L’Annonce faite à Marie de Alain Cuny –  France (film de clôture)

### 3eédition: 15, 16, 17 janvier 1993
Longs métrages présentés :
- The Crying Game de Neil Jordan –  Irlande (film d’ouverture)
- Aline de Carole Laganiere –  Québec
- Juste avant l'orage de Bruno Herbulot –  France
- Ingalo de Asdis Thoroddsen –  Islande
- Peter's Friends de Kenneth Branagh –  Angleterre
- Ruptures de Christine Citti –  France
- Très brève histoire de meurtre, de sentiment et d’un autre sentiment de Rafał Wieczyński –  Pologne
- Les histoires d’amour finissent mal en général de Anne Fontaine –  France
- Les Enfants volés de Gianni Amelio –  Italie (film de clôture)
- La Pudeur ou l’Impudeur de Hervé Guibert –  France

### 4eédition: 14, 15 et 16 janvier 1994
Longs métrages présentés :
- What’s eating Gilbert Grape ? de Lasse Hallström –  Suède (film d’ouverture)
- Hexagone de Malik Chibane –  France
- Requiem pour un beau sans cœur de Robert Morin –  Québec
- L’Ombre sur la neige de Attila Janisch –  Hongrie
- Soupe de poisson de Fiorella Infascelli –  Italie
- Chacun pour toi de Jean-Michel Ribes –  France
- The Playboys de Gilles Mackinnon –  Irlande
- Fausse sortie de Waldemar Krzystek –  Pologne
- Marie de Marian Handwerker –  Belgique
- Métisse de Mathieu Kassovitz –  France (film de clôture)

### 5eédition: 3, 4 et 5 mars 1995
Longs métrages présentés :
- L’Appât de Bertrand Tavernier –  France (film d’ouverture)
- Bye bye America de Lan Schütte –  Allemagne
- 71 Fragments d'une chronologie du hasard de Michael Haneke –  Autriche
- Casa de lava de Pedro Costa –  Portugal
- Granitza de Hristian Notchev et Illian Simeonov –  Bulgarie
- Marie-Louise ou la permission de Manuel Flèche –  France
- Mirek n’est pas parti de Bozena Horokova –  Tchécoslovaquie
- Movie days de Frederik Thor Fridriksson –  Islande
- Les Roseaux sauvages d'André Téchiné –  France (film de clôture)

Courts métrages présentés :
- Les Pieds sous la table de François Morel –  France
- Action vérité de François Ozon –  France
- La Désillusion de Bondoufle et Chapoulet –  France
- Les Ailes de l’ombre de Jean-Claude Thibaut et Philippe Robert –  France
- À 4 mains de Pascal Vincent –  France
- Les Mots de l’amour de Vincent Ravalec –  France
- Mardi de Marion Carrance –  France
- Ovo de Pierre Bouchon et José Miguel Ribeiro –  France
- La Vie à rebours de Gaël Morel –  France

### 6eédition: 15, 16 et 17 mars 1996
Longs métrages présentés :
- Othello de Oliver Parker –  Angleterre (film d’ouverture)
- Historias del Kronen de Montxo Armendáriz –  Espagne
- Trollsyn de Ola Solum –  Norvège
- Le montreur d’ombres de Lefteris Xanthopoulos –  Grèce
- Guiltrip de Gérard Stembridge –  Irlande
- Beaumarchais, l'insolent d'Édouard Molinaro –  France
- Des nouvelles du bon Dieu de Didier Le Pêcheur –  France
- Nico Icon de Susanne Ofteringer –  Allemagne
- Le Jardin de Martin Sulik –  Slovaquie
- Funny Bones de Peter Chelsom –  Angleterre (film de clôture)

Courts métrages présentés :
- 967 et les anges de Pierre-Yves Touzot –  France
- Parenthèses de Philippe Matteacioli –  France
- Stop Violence de Tony Valence –  France
- Sept ans et demi de réflexion de Sylvie Flepp –  France
- La vie Parisienne de Hélène Angel –  France
- Ada ne sait pas dire non de Luc Pages –  France
- Cours toujours de Valentin Bardawyl –  France
- Jeux de Plage de Laurent Cantet –  France
- Songe Connexion de Hassan Hamza –  France
- Une Robe d’été de François Ozon –  France
- La fenêtre ouverte de Jean-Luc Gaget –  France
- Les mots nous manquent de Sylvia Folgoas –  France
- Dadou de Robert Garzelli –  France
- Une visite de Philippe Harel –  France (film de clôture)

### 7eédition: 7, 8 et 9 mars 1997
Longs métrages présentés :
- Pondichéry, dernier comptoir des Indes de Bernard Favre  France (film d’ouverture)
- La Nuit des arlequins de Michael Steiner et Pascal Walder  Suisse
- Vaska l’arsouille de Peter Gothar  Hongrie
- Elvis de Jean-Christian Bourcart et Alain Duplantier  France
- Va où ton cœur te porte de Cristina Comencini  Italie
- Tierra de Julio Medem  Espagne
- Abel de Alex Van Warmerdam  Pays-Bas
- Y aura-t-il de la neige à Noël ? de Sandrine Veysset  France (film de clôture)

Courts métrages en compétition :
- Jojo la frite de Nicolas Cuche  France
- 15 sans billets de Samuel Tasinaje  France
- La Faim de Siegfried  France
- Ex Cognito de Philippe Matteaccioli  France
- L’œil qui traine de Stéphane Brizé  France
- Musique de chambre de Matthieu Delaporte  France
- Juste au-dessus des lois de Sauveur Msellati  France
- Des majorettes dans l’espace de David Fourier  France
- Irae de Alain Baudoin-Bellon  France
- La Pisseuse de Frédéric Benzaquen et Suzanne Legrand  France

### 8eédition: 20, 21 et 22 mars 1998
Longs métrages présentés :
- Gadjo Dilo de Tony Gatlif  France (film d’ouverture)
- Irish Crime de Paddy Breathnach  Irlande
- Le Garçon qui ne voulait plus parler de Ben Sombogaart  Pays-Bas
- Les Sanguinaires de Laurent Cantet  France
- Jeanne et le Garçon formidable de Olivier Ducastel et Jacques Martineau  France
- Les Corps ouverts de Sébastien Lifshitz  France
- The James Gang de Mike Barker  Royaume-Uni
- Le Jour où Sacha est revenu de Goran Rebic  Autriche
- Violetta, la reine de la moto de Guy Jacques  France (film de clôture)

Courts métrages présentés :
- L’égoïste de Jean-Loup Felicioli et Alain Gagnol  France
- Le Constat de Olivier Bardy  France
- Les pinces à linge de Joël Brisse  France
- Trompe-l'œil de Xavier Liébard  France
- Le petit frère d’Huguette de Jacques Mitsch  France
- Tout le monde descend de Laurent Bachet  France
- L’Acrobate de Cécile Maistre  France
- Trajet discontinu de Partho Sen Gupta  France

### 9eédition: 26, 27 et 28 mars 1999
Longs métrages présentés :
- Je règle mon pas sur le pas de mon père de Rémi Waterhouse  France (film d’ouverture)
- Des monstres et des hommes de Alekseï Balabanov  Russie
- TGV de Moussa Touré  France
- Les Amants du cercle polaire de Julio Medem  Espagne
- Mille Bornes de Alain Beigel  France
- Elvijs et Merilijn de Armando Manni  Italie
- Os Mutantes de Teresa Villaverde  Portugal
- Dans ce pays là de Lidia Bobrova  Russie
- Paroles d’appelés de Raymond Depardon  France
- Tokyo Eyes de Jean-Pierre Limosin  France (film de clôture)

Courts métrages présentés :
- Les Mains de Violetta de Lucia Sanchez  France
- Herbert B. Berliner de Marc Gibaja  France
- Fais-moi des vacances de Didier Bivel  France
- Alias de Marina de Van  France
- As I was falling de Rachel Tillotson  France
- O trouble de Sylvia Calle  France
- Noël en famille de Aruna Villiers et Fabienne Berthaud  France
- En attendant l’an 2000 de Bruno Moulherat  France
- Marée haute de Caroline Champetier  France

### 10eédition: 24, 25 et 26 mars 2000
Longs métrages présentés :
- Banqueroute de Antoine Desrosières  France
- Navrat idiota de Sasa Gedeon  République tchèque
- Bloody Angels de Karin Julsurd  Norvège
- Luna Papa de Bakhtiar Khudojnazarov  Tadjikistan
- Pourquoi se marier le jour de la fin du monde ? de Harry Cleven  Belgique
- Mais qui a tué tano ? de Roberta Torre  Italie
- La vie ne me fait pas peur de Noémie Lvovsky  France (film de clôture)

Courts métrages présentés :
- Joyeux anniversaire de Darielle Tillon  France
- Psy-show de Marina de Van  France
- Sommeil profond de Pierre Lacan  France
- Mille morceaux de Frédéric Benzaquen  France
- Les Filles de mon pays de Yves Caumon  France
- Le Trèfle à quatre feuille de Tiéri Barié  France
- C’est pour bientôt de Nader Takmil Homayoun  France
- J de Fred Cavayé  France

### 11eédition: 23, 24 et 25 mars 2001
Longs métrages présentés :
- Together de Lukas Moodysson  Suède
- L’Insaisissable de Oskar Röhler  Allemagne
- Quand on sera grand de Renaud Cohen  France
- Makibefo de Alexandre Abela  Royaume-Uni
- Lost Killers de Dito Tsintsadze  Allemagne
- Thomas est amoureux de Paul Renders  Belgique
- La Brèche de Roland de Arnaud et Jean-Marie Larrieu  France (moyen-métrage de clôture)

Courts métrages en compétition :
- Des morceaux de ma femme de Frédéric Pelle  France
- La Chambrée de S. Louis  France
- Le Plafond de Mathieu Demy  France
- Tous à table de Ursula Meier  France
- …et j’ai vu l’Ermitage d'Olivier Seror  France
- The All new adventures of Chastity Blade de Julien Magnat  France
- Siestes de Lucia Sanchez  France
- Le vent souffle où il veut de Claire Doyon  France
- Chasse gardée de Olivier Riou  France
- La Gueule du loup de César Campoy  France
- Les Inévitables de Christophe Le Masne  France

### 12eédition: 22, 23 et 24 mars 2002
Longs métrages présentés :
- À la folie pas du tout de Lætitia Colombani  France (film d’ouverture)
- Alaska de Esther Gronenborn  Allemagne
- Sibérie, la dernière nuit de Oren Nataf  France
- Plus haut de Nicolas Brevière  France
- Salvajes de Carlos Molinaro  Espagne
- Tornando a casa de Vincenzo Marra  Italie
- Les Mondes parallèles de Petr Vaclav  République tchèque
- Candidature de Emmanuel Bourdieu  France (Moyen métrage de clôture)

Courts métrages présentés :
- Requiem de Stéphan Guérin-Tillié  France
- Bosna Airlines de Dominique Wittorski  France
- La Petite cérémonie de Bénédicte Pagnot  France
- Claquage après étirements de Olivier Peyon  France
- Chedope de Fred Cavayé  France
- Simon de Régis Roinsard  France
- Entre 4 murs de Julie Bonan  France
- La Tête dans l’eau de Malika Saci et Olivier Hémon  France
- Viktor et les ombres de Laurent Mathieu  France
- Art total de Gwen Pacotte et Pierre Excoffier  France

### 13eédition: 28, 29 et 30 mars 2003
Longs métrages présentés :
- Les Petites Couleurs de Patricia Plattner  France (film d’ouverture)
- Agent Sinikael de Marko Raat  Estonie
- Blue Moon d’Andrea Maria Dusl  Autriche
- The Last Great Wilderness de David Mackenzie  Écosse
- Ma vraie vie à Rouen d’Olivier Ducastel et Jacques Martineau  France
- El Bola de Achero Mañas  Espagne
- Hukkle de György Pálfi  Hongrie
- Tussenland d’Eugenie Jensen  Pays-Bas
- Le Chignon d’Olga de Jérôme Bonnell  France (film de clôture)

Courts métrages présentés :
- À ta place de Agathe Teyssier  France
- La Chatte andalouse de Gérald Hustache-Mathieu  France
- De la tête au pied de Pascal Lahmani  France
- Far West de Pascal-Alex Vincent  France
- Œdipe – (n+1) de Eric Rognard  France
- Papier glacé de Jean-Luc Perreard  France
- Le Silence, d’abord de Pierre Filmon  France
- Le Tarif de Dieu de Mathias Gokalp  France

### 14eédition: 19, 20 et 21 mars 2004
Longs métrages présentés :
- Depuis qu’Otar est parti de Julie Bertuccelli  France (film d’ouverture)
- Nouveau départ de César Martinez Herrada  Espagne
- Le Dernier des immobiles de Nicola Sornaga  France
- Dead Man’s Memories de Markus Heltschi  Autriche
- Wilbur wants to kill himself de Lone Scherfig  Danemark  Royaume-Uni
- Poligono sur de Dominique Abel  Espagne
- Vodka Lemon de Hiner Saleem  Arménie
- Old, New, Borrowed and Blue de Natasha Arthy  Danemark
- Qui a tué Bambi ? de Gilles Marchand  France (film de clôture)

Courts métrages présentés :
- Vite de Rémi Mazet  France
- Le Télégramme de Coralie Fargeat  France
- Trouville de Marc Andréoni  France
- Wolfpack de Jean-Marc Vincent  France
- Quand je serai petit d’Agnès Baldacchino  France
- Mon papa à moi de Stefan le Lay  France
- Ticket choc de Marie-Pierre Huster  France
- Comptes pour enfants de Gaël Naizet  France
- Noodles de Jordan Feldman  France

### 15eédition: 18, 19 et 20 mars 2005
Longs métrages présentés :
- Crustacés et coquillages de O. Ducastel et J. Martineau –  France (film d’ouverture)
- Berlin blues de Leander Haussmann –  Allemagne
- I capture the castle de Tim Fywell –  Royaume-Uni
- Le 7e jour de Carlos Saura –  Espagne
- 3 couples en quête d’orages de Jacques Otmezguine –  France
- Brothers de Susanne Bier –  Danemark
- Omagh de Pete Travis –  Irlande
- Villa paranoïa de Erik Clausen –  Danemark
- Bab el web Merzak Allouach –  France (Film de clôture)

Courts métrages présentés :
- Rien de grave de Renaud Philipps –  France
- Monopotrip de Olivier Cohen-Bacri –  France
- Las viandas de José Antonio Bonet –  Espagne
- Mauvais jour de Juan Carlos Madina –  France
- Soyons attentif de Thierry Sebban –  France
- La vache qui pleure de Stanislas Carré de Malberg –  France
- Patiente 69 de Jean-Patrick Benes et Allan Mauduit –  France
- 3 gouttes d’antésite de Karine Blanc et Michel Tavares –  France
- La conductrice de Carl Lionnet –  France
- Cortèges de Thomas Perrier -  France

### 16eédition: 24, 25 et 26 mars 2006
Longs métrages présentés :
- Un ami parfait de Francis Girod –  France (film d’ouverture)
- Malas temporadas de Manuel Martin Cuenca –  Espagne
- A costa dos murmurios de Maragarita Cardoso –  Portugal
- Miss Montigny de Miel Van Hoogenbemt –  France
- La vida secreta de las palabras de Isabel Coixet –  Espagne
- Allegro de Christoffer Boe –  Danemark
- Frères d’exil de Yilmaz Arslan –  Allemagne
- Kebab connection de Anno Saul –  Allemagne
- Cabaret paradis de Gilles Benizio –  France (film de clôture)

Courts métrages présentés :
- Mafia loose de Bénédicte Delmas –  France
- L’été de Noura de Pascal Tessaud –  France
- Comme un air de Yohann Gloaguen –  France
- Les voiliers du Luxembourg de Nicolas Engel –  France
- La Bourde de Mathieu Demy –  France
- Poison d’Avril de Jimmy Bemon –  France
- Tue l’amour de Philippe Lioret –  France
- Le manie-tout de Georges Le Piouffle –  France

### 17eédition: 16, 17 et 18 mars 2007
Longs-métrages présentés :
- Le Candidat de Niels Arestrup –  France (film d’ouverture)
- Winter Journey de Hans Steinbichler –  Allemagne
- Cages d’Olivier Masset-Depasse –  Belgique
- White Palms de Szaboc Hadju –  Hongrie
- Comme des voleurs (à l’est) de Lionel Baier –  Suisse
- The Fine Art of Love de John Irvin –  Royaume-Uni  Italie
- Illusion de Svetozar Ristovski –  Macédoine
- Ice on fire de Umberto Marino –  Italie
- Sempre Vivu de Robin Renucci –  France (film de clôture)

Courts métrages présentés :
- La leçon de guitare de Martin Rit –  France (film d’ouverture)
- Die Babysiterrin de Christine Lang –  Allemagne
- Lune de miel de François Breniaux –  France
- Pièces détachées de Sébastien Drouin –  France
- Le Dîner de Cécile Vernant –  France
- Un regard d’Alexis Maillet –  France
- Décroche de Manuel Schapira –  France
- Santa Closed de Douglas Attal –  France
- Juego de Ione Hernandez –  Espagne
- Timing de Mathieu Weschler –  France (film de clôture)

### 18eédition: 28, 29 et 30 mars 2008
Longs métrages présentés :
- GAL de Miguel Courtois –  France  Espagne (film d’ouverture)
- My Name Is Hallam Foe de David Mackenzie –  Royaume-Uni
- Mutluluk d’Abdullah Oguz –  Turquie
- Tuya siempre de Manuel Lombardero –  Espagne
- Fool moon de Jérôme L'Hotsky –  France
- L’art de la pensée négative de Bard Breien –  Norvège
- The other boy de Volker Einrauch –  Allemagne
- Cia Stefano de Gianni Zanasi –  Italie
- Nouvelle donne de Joachim Trier –  Norvège (film de clôture)

Courts métrages présentés :
- Love is dead de Eric Capitaine –  France
- Surprise ! de Fabrice Maruca –  France
- One de Serge Mirzabekiantz –  Belgique
- Teeth de Niall O’Brien –  Irlande
- Manon sur le bitume de Elizabeth Marre et Olivier Pont –  France
- L’enfileuse de Franck Llopis –  France
- L’oro rosso de Cesare Frigatelli –  Italie
- Tony Zoreil de Valentin Poirier –  France
- Porte-à-porte de Jean-Pascal Gautier –  France
- New boy de Steph Green –  Irlande
- En pays éloigné de Véro Cratzborn –  Belgique (film de clôture)

### 19eédition: 20, 21 et 22 mars 2009
Longs métrages présentés :
- Sœur Sourire - Stijn Coninx -  France  Belgique (ouverture)
- Varg (Le Loup) - Daniel Alfredson -  Suède
- Beautiful Bitch - Martin Théo Krieger -  Allemagne
- Todos estamos invitados - Manuel Gutierrez Aragon -  Espagne
- Les joies de la famille (Patrick, 1.5) - Ella Lemhagen -  Suède
- Landscape no 2 - Vinko Moderndorfer -  Slovénie
- El Patio de mi carcel - Belén Macias -  Espagne
- Früher oder später (Sooner or later) - Ulrike von Ribbeck -  Allemagne
- Maetro Morricone, Il était une fois en France - Vincent Perrot -  France (clôture)

Courts métrages présentés :
- Tranquille le chat qui dort - Cécile Brams -  France
- Wawa - Mona Achache -  France
- La Minute vieille - Fabrice Maruca -  France
- Manual practico del amigo imaginario - Ciro Altabàs -  Espagne
- Ciao Tesoro - Amedeo Procopio -  Italie
- L’Année de l’Algérie - May Bouhada -  France
- Smàfuglar (Les Moineaux) - Runar Runarsonn -  Islande
- Séance familiale - Cheng-Chui Kuo -  France
- Pig - Bosilka Simonovitch -  France
- Les Doigts de pied - Laurent Denis -  Belgique
- La Dinde marinée - Benoît Amiel -  France

### 20eédition: 26, 27 et 28 mars 2010
Longs métrages présentés :
- L'Enfance du mal - Olivier Coussemacq -  France (ouverture)
- Contact High - Michael Glawogger -  Autriche
- Deliver us from Evil - Ole Bornedal -  Danemark
- Eamon - Margaret Corkey -  Irlande
- The World is Big - Stephan Komandarev -  Bulgarie  Allemagne  Hongrie  Serbie  Slovénie
- Kaifek Muder - Esther Grnoneborn -  Allemagne
- Jean-Charles - Henrique Goldman -  Royaume-Uni
- In the Land of Wonders - Dejan Sorak -  Croatie
- La Grande Vie - Emmanuel Salinger -  France (clôture)

Courts métrages présentés :
- Run Granny Run ! - Nikolaus von Uthmann -  Allemagne
- En attendant que la pluie cesse - Charlotte Joulia -  France
- Les Bons tuyaux - Olivier Riffard -  France
- Gilles Corporation - Vianney Meurville -  France
- La Carte - Stefan Le Lay -  France
- Zahn um Zahn (Donnant, donnant) - Ivana Lalovic -  Suisse
- Kärleksbarn (Enfant de l’amour) - Daniel Wirtberg -  Suède
- Lost Paradise (Paradis perdu) - Mihal Brezis et Oded Binnun -  France  Israël
- Corps à corps - Julien Ralanto -  France
- La Sombra del tiempo (L’Ombre du temps) - Teddy Barouh -  France  Cuba

### 21eédition: 25, 26 et 27 mars 2011
Longs métrages présentés :
- Ma compagne de nuit - Isabelle Brocard -  France (ouverture)
- Easy Money - Daniel Espinosa -  Suède
- Robert Mitchum est mort - Olivier Babinet et Fred Kihn -  France  Pologne  Belgique  Norvège
- Friendship! - Markus Goller -  Allemagne
- White White World - Oleg Novkovic -  Serbie
- Oxygène - Hans Van Nuffel -  Belgique  Pays-Bas
- Due vite per caso - Alessandro Aronadio -  Italie
- 80 jours - Jon Garano -  Espagne
- La Fisica dell’acqua - Felice Farina -  Italie

Courts métrages présentés :
- L'Accordeur - Olivier Treiner -  France
- Tous les hommes s’appellent Robert - Marc-Henri Boullier -  France
- 28 petits kilomètres - David-Alexandre Detilleux et Martin Pauloff -  France
- La Babysitter - Michel Leviant -  France
- Faut qu’on parle ! - Lewis Eizykman -  France
- Réflexion faite - Renaud Philipps -  France
- Les P’tits Lu - Anne-Sophie Salles -  France
- Petit Tailleur - Louis Garrel -  France
- Paths of Hate - Damian Nenow -  Pologne
- Palabras - Emilio Alonso -  Espagne

### 22eédition: 30, 31 mars et1eravril 2012
Longs métrages présentés :
- La Terre outragée - Michale Boganim -  France  Russie  Ukraine (pré-festival)
- Voie Rapide - Christophe Sahr -  France (pré-festival)
- Le Fils de l’Autre - Lorraine Levy -  France (ouverture)
- The Poll diaries - Chris Kraus -  Autriche  Estonie
- Leila - Lesley Manning -  Royaume-Uni
- Nokas - Erik Skjoldbjærg -  Norvège
- Our Grand Despair - Seyfi Teoman -  Turquie
- Death of a Superhero - Ian FritzGibbon -  Irlande  Allemagne
- Combat Girls - David Wnendt -  Allemagne
- Avé - Konstantin Bojanov -  Bulgarie

Courts métrages présentés :
- Les Filles du samedi - Émilie Cherpitel -  France
- Renée - Jezabel Marquis Nakache -  France
- Pizzangrillo - Gianfreda Marco -  Italie
- Soul Wash - Douglas Attal -  France
- Le Robot des étoiles - Jérôme de Debusshère -  France
- 108.1 FM - Giuseppe Capasso et Angelo Capasso -  Italie
- Ma part de bonheur - Carole Mathieu Castelli -  France
- Posturas - Alvaro Oliva -  Espagne
- Dog Sitting - Sara Verhagen -  France
- Le Piano - Lévon Minasian -  France Arménie

### 23eédition: 22, 23 et 24 mars 2013
Longs métrages sélectionnés pour la compétition 2013 : 
- Dead Man Talking de et avec Patrick Ridremont -  France (pré-festival)
- Les Amants passagers de Pedro Almodóvar -  Espagne (pré-festival)
- Des gens qui s'embrassent de Danièle Thompson -  France (film d'ouverture)
- Oh Boy ![11]  - Jan Ole Gerster -  Allemagne
- Keep Smiling  - Rusudan Chkonia -  France  Géorgie  Luxembourg
- Hijacking  - Tobias Lindholm -  Danemark
- Cockneys vs. Zombies de Matthias Hoene -  Royaume-Uni
- Le Sexe des anges -  Xavier Villaverde -  Espagne
- Snackbar - Meral Uslu -  Pays-Bas
- La Cinquième Saison de Peter Brosens et Jessica Woodworth -  Belgique  France  Pays-Bas
- Les Yeux fermés de Jessica Palud -  France (film de clôture)

Courts métrages sélectionnés pour la compétition 2013 :  
- Programme Libre - Vianney Etossé -  France
- La Fille de Gori (The girl from Gori) - Eka Papiashvili -  Géorgie  Allemagne
- Amore mio - Bastien Bernini -  France
- Communication moderne - Franck Isabel -  France
- 23’  - Michel Kharoubi -  France
- Jacques Serres - François Goetghebeur et Nicolas Lebrun -  France
- Fallen (Gefallen) - Christoph Schuler -  Allemagne
- Chronique de l’ennui - Gari Kikoïne et Jeremy Minui -  France
- Petit cœur - Uriel Jaouen Zrehen -  France
- Desayuno con diadema  - Oscar Bernácer -  Espagne
- 1915 de Tom Graffin -  France (clôture)

### 24eédition: 21, 22 et 23 mars 2014
Longs métrages sélectionnés pour la compétition 2014 :
- Broken Glass Park - Bettina Blümner - Allemagne
- Snackbar - Meral Uslu -  Pays-Bas
- The Closed Circuit - Ryszard Bugajski -  Pologne
- Free Range - Veiko Õunpuu -  Estonie
- Swim Little Fish Swim - Ruben Amar & Lola Bessis -  France
- Hush (Suti) - Lukas Nola -  Croatie
- L'Arbitro - Paolo Zucca -  Italie

Courts métrages sélectionnés pour la compétition 2014 :
- Red Snow - Luka Popadic -  Suisse Serbie
- As it used to be - Clément Gonzalez -  France
- Sur la trace des mutins - Jean-Marc Allaine -  France
- Last Call (court métrage, 2013) - Camille Delamarre -  France
- Dip'N'Dance - Hugo Cierzniak -  France
- Auguries of Innoncence - Thomas Villepoux -  France
- Ah si j'étais juif ! - Frédéric Kofman -  France
- Le Ballon de Rouge - Sylvain Bressolette -  France
- For Lotte - Vivianne Anderggen -  Allemagne
- Chains of Love - Martina Plura -  Allemagne

### :  13, 14 et 15 mars 2015
Longs métrages sélectionnés pour la compétition 2015 :
- Puppy Love - Delphine Lehericey -  Belgique Suisse Luxembourg
- Life in a Fishbowl - Baldvin Zophoniasson -  Islande Finlande République tchèque Suède
- Marina - Stijn Coninx -  Belgique  Italie
- 10 000 km - Carlos Marqués-Marcet -  Espagne
- L'Épreuve -  Erik Pope -  Norvège Suède Islande
- Cracks - Umut Dag -  Autriche
- Une belle fin -  Uberto Pasolini -  Italie  Angleterre

Courts métrages sélectionnés pour la compétition 2015 :
- J'aurais pas dû mettre mes Clarks - Marie Caldera -  France
- Rien ne va plus - Marc Schmidheiny & Christoph Daniel -  Allemagne
- Oripeaux - Sonia Gerbeaud & Mathias de Panafieu -  France  Belgique
- Marijina Epizoda - Sanja Zivkovic -  Serbie  Canada
- Albertine - Alexis Van Stratum -  Belgique  France
- Vis à vis - Lily Mousavi -  France
- Le Domaine des étriqués - Arnold de Parscau -  France
- Reality + - Coralie Fargeat -  France
- Line Up - Álex Juliá Rich -  Espagne
- La Semaine des 4 jeudis - Franck Janin -  France

### 26e édition: 18, 19 et 20 mars 2016
Longs métrages sélectionnés pour la compétition 2016 :
- Sanctuary - Marc Brummund -  Allemagne
- Sparrows - Rúnar Rúnarsson -  Islande Danemark Croatie
- Soleil de Plomb - Dalibor Matanic  Croatie  Serbie
- Deux nuits jusqu’au matin - Mikko Kuparinen -  Finlande Lituanie
- We are Young. We are Strong - Burhan Qurbani  Allemagne
- Chasing the Wind - Rune Denstad Langlo -  Islande
- White Moss - Tumaev Vladimir -  Russie

Courts métrages sélectionnés pour la compétition 2016 : 
- Amélia & Duarte - Alice Guimaraes et Mónica Santos -  Allemagne  Portugal
- L’Étourdissement - Gérard Pautonnier -   France
- Le petit cordonnier - Galaad Alais, Terry Bonvard -  France
- Anna - Antoine Poyard, Alexia Rubod  -  France
- Miel bleu - Constance Joliff, Daphné Durocher et Fanny Lhotellier -  France
- Sexteen - Santiago Samaniego -  Espagne
- Not the End - José Esteban Alenda César-   Espagne
- French Touch - Xiaoxing Cheng-   France
- Stream of Doubt -  Joseph Catté-   France
- Coming to Terms - David Bertran -  Espagne
- La Propina - Crespo Esteban -  Espagne
- Replika - Luc Walpoth -  Suisse  France
- 5 secondes - David González Rudiez  -  Espagne

### 27e édition: 17, 18 et 19 mars 2017
Longs métrages sélectionnés pour la compétition 2017 :
- La propera pell - Isa Campo et Isaki Lacuesta -  Espagne
- A serious game - Pernilla August -  Suède
- Aurore - Blandine Lenoir -  France
- Suntan - Argyris Papadimitropoulos -  Grèce Allemagne
- Le merveilleux jardin secret de Bella Brown - Simon Aboud -  Angleterre
- La adopción - Daniela Féjerman -  Espagne
- Fiore - Claudio Giovannesi -  Italie

Courts métrages sélectionnés pour la compétition 2017 :  
- Une vie ordinaire - Sonia Rolland -  France
- Il silenzio - Ali Asgari et Farnoosh Samadi  Italie –  France
- On s’est fait doubler ! - Nicolas Ramade -  France
- Beauty Building - Benoit Bargeton -   France
- 112-Pizza - Elefterios Zacharopoulos -   Belgique –  France
- Le recolleur de feuilles - Rémy Rondeau -   France
- Voir le jour - François Le Gouic -  France
- Le goût des choux de Bruxelles - Michaël Terraz -  France
- 69 sec - Laura Nicolas -  Belgique
- Et ta prostate ça va ? - Jeanne Paturle et Cécile Rousset -  France
- The oracle - Nan Feix -   France
- Off - Thomas Scohy et Kevin Zonnenberg -  France
- Il était trois fois - Nicolas Branco Levrin et Julie Rembauville -  France
- Hostal Eden - Gonzaga Manso -  Espagne

### 28eédition: 23, 24 et 25 mars 2018
Longs métrages sélectionnés pour la compétition 2018 : 
- The Polar boy de Anu Aun -  Estonie
- The art of loving de Maria Sadowska -  Pologne
- Clean Hands de Tjebbo Penning -  Pays-Bas
- Mobile Homes de Vladimir de Fontenay -  France
- The Final Journey de Nick Baker-Monteys -  Allemagne
- Sonate pour Roos de Boudewijn Koole -   Pays-Bas –  Norvège
- Just Charlie de Rebekah Fortune -  Royaume-Uni

Courts métrages sélectionnés pour la compétition 2018 :
- Kapitalistis de Pablo Munos Gomez-   France –  Belgique
- Girl Fact de Maël G. Lagadec -  Belgique
- Monde du Petit Monde de Fabrice Bracq -  France
- Madre de Rodrigo Sorogoyen -  Espagne
- Preliminares de Teresa Bellon et César F. Calvillo -  Espagne
- Tom X de Arthur Barrow -  France
- Cœurs sourds de Arnaud Khayadjanian -  France
- State of emergency Mother Fucker ! de Sébastien Petretti -  Belgique
- Famille à vendre de Sébastien Petretti -  Belgique
- La Station de Patrick Ridremont -  France –  Belgique
- Et toujours nous marcherons de Jonathan Millet -  France
- Troc mort de Martin Darondeau -  France
- L’iceberg de Pablo Koulaimah -  France

### 29eédition: 15 au 17 mars 2019
Longs métrages sélectionnés pour la compétition 2019 :  
- Exit (Cutterhead) de Rasmus Kloster Bro (Danemark)
- Ricordi? de Valerio Mieli (Italie)
- Let Me Fall de Baldvin Zophoniasson (Islande – Finlande – Allemagne)
- The Violin Player de Paavo Westerberg (Finlande)
- Niet schieten (Ne tirez-pas !) de Stijn Coninx (Belgique)
- The Bra de Veit Helmer (Allemagne – Azerbaïdjan)
- Old Boys de Toby MacDonald (Grande-Bretagne)

## Palmarès

### Prix du jury long-métrage
| Année | Film                                                                | Réalisateur                        | Pays                     |
| ----- | ------------------------------------------------------------------- | ---------------------------------- | ------------------------ |
| 1993  | Très brève histoire de meurtre...                                   | Rafał Wieczyński                   | Pologne                  |
|       | Les histoires d'amour…                                              | Anne Fontaine                      | France                   |
| 1994  | L'ombre sur la neige                                                | Attila Janisch                     | Hongrie                  |
| 1995  | Granitza                                                            | Hristian Novetch et Ilian Simeonov | Bulgarie                 |
| 1996  | Guiltrip                                                            | Gérard Stembridge                  | Irlande                  |
| 1997  | Abel                                                                | Alex Van Warmerdam                 | Pays-Bas                 |
| 1998  | Le Garçon qui ne voulait plus parler                                | Ben Sombogaart                     | Pays-Bas                 |
| 1999  | Les amants sur cercle polaire                                       | Julio Medem                        | Espagne                  |
| 2000  | Navrat Idiota                                                       | Sasa Gédeon                        | République tchèque       |
| 2001  | Lost Killers                                                        | Dito Tsintsadze                    | Allemagne                |
| 2002  | Tornando a casa                                                     | Vincenzo Marra                     | Espagne                  |
| 2003  | Hukkle                                                              | György Pàlfi                       | Hongrie                  |
| 2004  | Old, New, Borrowed and Blue                                         | Natasha Arthy                      | Danemark                 |
| 2005  | Villa Paranoïa                                                      | Erik Clausen                       | Danemark                 |
| 2006  | Frères d'exil                                                       | Yilmaz Arslan                      | Allemagne                |
| 2007  | White Palms                                                         | Szaboc Hajdu                       | Hongrie                  |
|       | Mention spéciale à Anne Coesens, pour son interprétation dans Cages | Olivier Masset-Depasse             | Belgique                 |
| 2008  | Mutluluk                                                            | Abdullah Oguz                      | Turquie                  |
|       | Mention spéciale My Name Is Hallam Foe                              | David Mackenzie                    | Royaume-Uni              |
| 2009  | Beautiful bitch                                                     | Martin Krieger                     | Allemagne                |
|       | Mention spéciale Landscape N°2                                      | Vinko Modernorfer                  | Slovénie                 |
| 2010  | Jean-Charles                                                        | Henrique Goldman                   | Royaume-Uni              |
|       | ex æquo Eamon                                                       | Margaret Corkery                   | Irlande                  |
| 2011  | Oxygène                                                             | Hans Van Nuffel                    | Belgique Pays-Bas        |
| 2012  | Avé                                                                 | Konstantin Bujanov                 | Bulgarie                 |
|       | Mention spéciale Death of a Superhero                               | Ian FitzGibbon                     | Allemagne Irlande        |
| 2013  | Keep Smiling                                                        | Rusudan Chkonia                    | Géorgie                  |
|       | Mention spéciale Oh boy !                                           | Jan Ole Gerster                    | Allemagne                |
| 2014  | L'Arbitro                                                           | Paolo Zucca                        | Italie                   |
| 2015  | 10 000 km                                                           | Carlos Marqués-Marcet              | Espagne                  |
|       | Une belle fin                                                       | Uberto Pasolini                    | Italie                   |
| 2016  | Sparrows                                                            | Rúnar Rúnarsson                    | Islande Danemark Croatie |
| 2017  | Suntan                                                              | Argyris Papadimitropoulos          | Grèce Allemagne          |
| 2018  | Mobile Homes                                                        | Vladimir de Fontenay               | France                   |
| 2019  | Ricordi?                                                            | Valerio Mieli                      | Italie                   |

### Prix du jury jeunes long-métrage
| Année | Film                                          | Réalisateur         | Pays      |
| ----- | --------------------------------------------- | ------------------- | --------- |
| 2000  | Pourquoi se marier le jour de la fin du monde | Harry Cleven        | Belgique  |
| 2001  | Together                                      | Lukas Moodysson     | Suède     |
| 2002  | Alaska.de                                     | Ester Gronenberg    | Allemagne |
| 2003  | El Bola                                       | Achero Mañas        | Espagne   |
| 2004  | Wilbur wants to kill himself                  | Lone Sherfing       | Danemark  |
| 2005  | Villa Paranoïa                                | Erik Clausen        | Danemark  |
| 2006  | Allegro                                       | Christoffer Boe     | Danemark  |
| 2007  | Ice on fire                                   | Umberto Marino      | Italie    |
| 2008  | The art of negative thinking                  | Bard Breien         | Norvège   |
| 2009  | Beautiful bitch                               | Martin Théo Krieger | Allemagne |
| 2010  | Deliver us from evil                          | Ole Bordenal        | Danemark  |
| 2011  | Friendship!                                   | Markus Goller       | Allemagne |
| 2012  | Combat Girls                                  | David Wnendt        | Allemagne |
| 2013  | Hijacking                                     | Tobias Lindholm     | Danemark  |
|       | Mention spéciale Le Sexe des Anges            | Xavier Villaverde   | Espagne   |
|       | Mention spéciale Keep Smiling                 | Rusudan Chkonia     | Géorgie   |
| 2014  | Fin du Jury Jeunes                            |                     |           |

### Prix du public long-métrage
| Année | Film                                            | Réalisateur                           | Pays                                       |
| ----- | ----------------------------------------------- | ------------------------------------- | ------------------------------------------ |
| 1991  | Un éléphant blanc malade                        | Karel Smyezek                         | Tchécoslovaquie                            |
| 1993  | Peter's Friends                                 | Kenneth Branagh                       | Royaume-Uni                                |
| 1993  | Marie                                           | Marian Handwerker                     | Belgique                                   |
| 1995  | Movie Days                                      | Fridrik Thor Fridriksson              | Islande                                    |
| 1996  | Le Jardin                                       | Martin Sulik                          | Slovaquie                                  |
| 1997  | La Pisseuse                                     | Frédéric Benzaquen et Suzanne Legrand | France                                     |
| 1998  | The James gang                                  | Mike Barker                           | Royaume-Uni                                |
| 1999  | Dans ce pays-là                                 | Lidia Bobrova                         | Russie                                     |
| 2000  | Luna Papa                                       | Bakhtiya Khudojnazarov                | Tadjikistan                                |
| 2001  | Quand on sera grand                             | Renaud Cohen                          | France                                     |
| 2002  | Alaska.de                                       | Ester Gronenberg                      | Allemagne                                  |
| 2003  | El Bola                                         | Achero Mañas                          | Espagne                                    |
| 2004  | Wilbur wants to kill himself                    | Lone Sherfing                         | Danemark                                   |
| 2005  | Villa Paranoïa                                  | Erik Clausen                          | Danemark                                   |
| 2006  | La Vida secreta de las palabras                 | Isabel Coixet                         | Espagne                                    |
| 2007  | Illusion                                        | Svetozar Ristovski                    | Macédoine                                  |
| 2008  | The art of negative thinking                    | Bard Breien                           | Norvège                                    |
| 2009  | Patrik, âge 1,5                                 | Ella Lemhagen                         | Suède                                      |
| 2010  | The World is Big [Prix Allocine.com / Cart’Com] | Stephan Komandarev                    | Bulgarie Allemagne Slovénie Hongrie Serbie |
| 2011  | Friendship!                                     | Markus Goller                         | Allemagne                                  |
| 2012  | Death of a Superhero                            | Ian FitzGibbon                        | Allemagne Irlande                          |
| 2013  | Keep Smiling                                    | Rusudan Chkonia                       | Géorgie                                    |
| 2014  | Swim Little Fish Swim                           | Ruben Amar & Lola Bessis              | France                                     |
| 2015  | Life in a Fishbowl                              | Baldvin Zophoniasson                  | Islande Finlande République tchèque Suède  |
|       | L'épreuve                                       | Erik Poppe                            | Norvège Suède Islande                      |
| 2016  | Chasing the Wind                                | Rune Denstad Langlo                   | Islande                                    |
| 2017  | Aurore                                          | Blandine Lenoir                       | France                                     |
| 2018  | Just Charlie                                    | Rebekah Fortune                       | Royaume-Uni                                |
|       | The Final Journey                               | Nick Baker-Monteys                    | Allemagne                                  |

### Prix du jury court-métrage
| Année | Film                                                  | Réalisateur                                           | Pays          |
| ----- | ----------------------------------------------------- | ----------------------------------------------------- | ------------- |
| 1996  | Une robe d'été                                        | François Ozon                                         | France        |
| 1997  | L’œil qui traîne                                      | Stéphane Brizé                                        | France        |
| 1998  | Le Petit Frère d'Huguette                             | Jacques Mitsch                                        | France        |
| 1999  | Fais-moi des vacances                                 | Didier Bivel                                          | France        |
| 2000  | Les Filles de mon pays                                | Yves Caumon                                           | France        |
| 2001  | Siestes                                               | Lucia Sanchez                                         | France        |
| 2002  | La Petite Cérémonie                                   | Bénédicte Pagnot                                      | France        |
| 2003  | Le tarif de Dieu                                      | Mathias Gokalp                                        | France        |
| 2004  | Ticket choc                                           | Marie-Pierre Huster                                   | France        |
| 2005  | Soyons attentifs                                      | Thierry Sebban                                        | France        |
|       | Mention spéciale La Conductrice                       | Carl Lionnet                                          | France        |
| 2006  | Poison d'avril                                        | Jimmy Bemon                                           | France        |
| 2007  | Décroche                                              | Manuel Schapira                                       | France        |
|       | Mention spéciale Pièces détachées                     | Sébastien Drouin                                      | France        |
| 2008  | New boy                                               | Steph Green                                           | Irlande       |
|       | Mention spéciale Surprise                             | Fabrice Maruca                                        | France        |
| 2009  | Smàfuglar (Les Moineaux)                              | Rúnar Rúnarsson                                       | Islande       |
|       | Mention spéciale Pig                                  | Bosika Simonovitch                                    | France        |
|       | Mention spéciale Manual practico del amigo imaginario | Ciro Altabàs                                          | Espagne       |
| 2010  | Lost paradise                                         | Mihal Brezis et Oded Binnun                           | France Israël |
| 2011  | L'Accordeur                                           | Olivier Treiner                                       | France        |
| 2012  | Les Filles du samedi                                  | Émilie Cherpitel                                      | France        |
|       | Mention spéciale Ma part de bonheur                   | Carole Mathieu Castelli                               | France        |
| 2013  | Jacques Serres                                        | François Goetghebeur et Nicolas Lebrun                | France        |
|       | Mention spéciale La fille de Gori                     | Ekia Papiashvilli                                     | Géorgie       |
| 2014  | Le Ballon de Rouge                                    | Sylvain Bressolette                                   | France        |
| 2015  | Reality +                                             | Coralie Fargeat                                       | France        |
| 2016  | Miel bleu                                             | Constance Joliff, Daphné Durocher et Fanny Lhotellier | France        |
| 2017  | Il silenzio                                           | Ali Asgari et Farnoosh Samadi                         | France Italie |
|       | The oracle                                            | Nan Feix                                              | France        |
| 2018  | Et toujours nous marcherons                           | Jonathan Millet                                       | France        |
|       | Madre                                                 | Rodrigo Sorogoyen                                     | Espagne       |

### Prix du jury jeunes court-métrage
| Année | Film                             | Réalisateur                         | Pays    |
| ----- | -------------------------------- | ----------------------------------- | ------- |
| 2000  | Mille morceaux                   | Frédéric Benzaquen                  | France  |
| 2001  | Le Plafond                       | Mathieu Demy                        | France  |
| 2002  | Chedope                          | Fred Cayavé                         | France  |
| 2003  | De la tête aux pieds             | Pascal Lahmani                      | France  |
| 2004  | Le télégramme                    | Coralie Fargeat                     | France  |
| 2005  | Patiente 69                      | Jean-Patrick Benes et Allan Mauduit | France  |
| 2006  | Poison d'avril                   | Jimmy Bemon                         | France  |
| 2007  | Lune de miel                     | François Breniaux                   | France  |
| 2008  | Tony Zoreil                      | Valentin Potier                     | France  |
| 2009  | Smàfuglar (Les Moineaux)         | Rúnar Rúnarsson                     | Islande |
| 2010  | Gilles Corporation               | Vianney Meurville                   | France  |
| 2011  | L'Accordeur                      | Olivier Treiner                     | France  |
| 2012  | Les filles du samedi             | Émilie Cherpitel                    | France  |
| 2013  | Amore mio                        | Bastien Bernini                     | France  |
|       | Mention spéciale Programme libre | Vianney Etossé                      | France  |
| 2014  | Fin du Jury Jeunes               |                                     |         |

### Prix du public court-métrage
| Année | Film                      | Réalisateur                            | Pays            |  |
| ----- | ------------------------- | -------------------------------------- | --------------- |  |
| 1996  | Dadou                     | Roberto Garzelli                       | France          |  |
| 1997  | La pisseuse               | Frédéric Benzaquen et Suzanne Legrand  | France          |  |
| 1998  | Le Petit Frère d'Huguette | Jacques Mitsch                         | France          |  |
| 1999  | Ô Trouble                 | Syvia Calle                            | France          |  |
| 2000  | C’est pour bientôt        | Nader Takmil Homayoun                  | France          |  |
| 2001  | Les Inévitables           | Christophe Le Masne                    | France          |  |
| 2002  | La Petite Cérémonie       | Bénédicte Pagnot                       | France          |  |
| 2003  | A ta place                | Agathe Teyssier                        | France          |  |
| 2004  | Trouville                 | Marc Andréoni                          | France          |  |
| 2005  | La vache qui pleure       | Stanislas Carré de Malberg             | France          |  |
| 2006  | Tue l’amour               | Philippe Lioret                        | France          |  |
| 2007  | Le Dîner                  | Cécile Vernant                         | France          |  |
| 2008  | New boy                   | Steph Green                            | Irlande         |  |
| 2009  | La Minute vieille         | Fabrice Maruca                         | France          |  |
| 2010  | Gilles Corporation        | Vianney Meurville                      | France          |  |
| 2011  | L'Accordeur               | Olivier Treiner                        | France          |  |
| 2012  | Renée                     | Jézabel Marques-Nakache                | France          |  |
| 2013  | Jacques Serres            | François Goetghebeur et Nicolas Lebrun | France          |  |
| 2014  |                           |                                        |                 |  |
| 2015  | Albertine                 | Alexis Van Stratum                     | France Belgique |  |
| 2016  | French Touch              | Xiaoxing Cheng                         | France          |  |
| 2017  | Beauty Building           | Benoit Bargeton                        | France          |  |
| 2018  | Troc mort                 | Martin Darondeau                       | France          |  |

### Prix du jury Graines d’images - MACAO
| Année | Film                             | Réalisateur            | Pays                                       |  |
| ----- | -------------------------------- | ---------------------- | ------------------------------------------ |  |
| 2002  | Tornando a casa                  | Vincenzo Marra         | Espagne                                    |  |
| 2003  | Hukkle                           | György Pàlfi           | Hongrie                                    |  |
| 2004  | Vodka Lemon                      | Hiner Saleem           | Arménie                                    |  |
| 2005  | Brothers                         | Susanne Bier           | Danemark                                   |  |
| 2006  | La vida secreta de las palabras  | Isabel Coixet          | Espagne                                    |  |
| 2007  | Cages                            | Olivier Masset-Depasse | Belgique                                   |  |
| 2008  | The art of negative thinking     | Bard Breien            | Norvège                                    |  |
|       | My Name Is Hallam Foe            | David McKenzie         | Royaume-Uni                                |  |
| 2009  | El patio de mi cárcel            | Belen Macias           | Espagne                                    |  |
|       | Mention spéciale Patrik, âge 1,5 | Ella Lemhagen          | Suède                                      |  |
| 2010  | Gilles Corporation               | Vianney Meurville      | France                                     |  |
| 2011  | The World is Big                 | Stephan Komandarev     | Bulgarie Allemagne Slovénie Hongrie Serbie |  |
| 2012  | Fin du Prix                      |                        |                                            |  |

### Prix Shorts TV
| Année | Film                                 | Réalisateur                     | Pays    |
| ----- | ------------------------------------ | ------------------------------- | ------- |
| 2008  | Manon sur le bitume                  | Elizabeth Marre et Olivier Pont | France  |
| 2009  | Manual practico del amigo imaginario | Ciro Altabàs                    | Espagne |
| 2010  | Fin du Prix                          |                                 |         |